# Le Plateau (cité ouvrière)

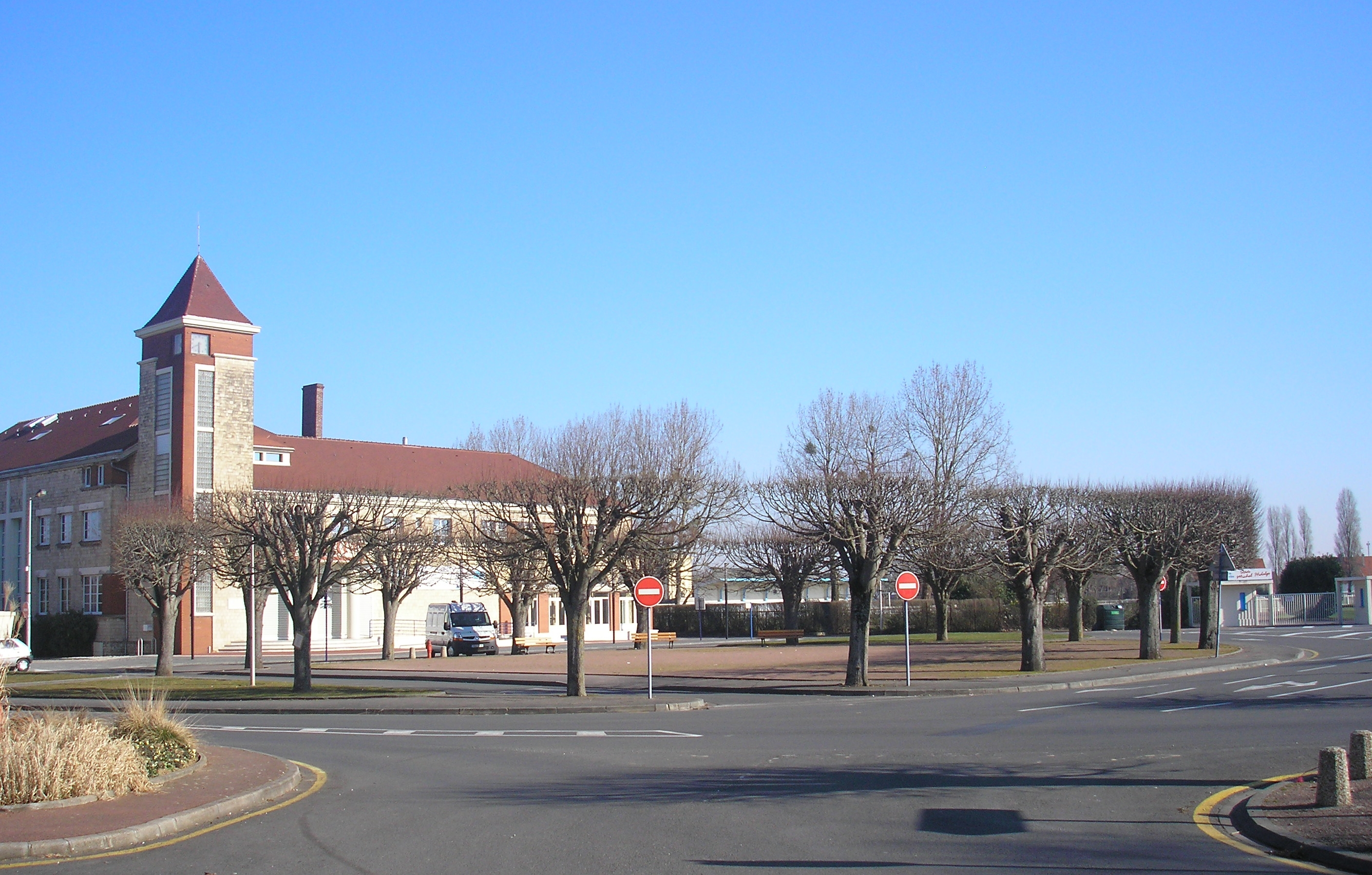
La place des Tilleuls, avec au fond le stade Michel Hidalgo, et à gauche la Renaissance.

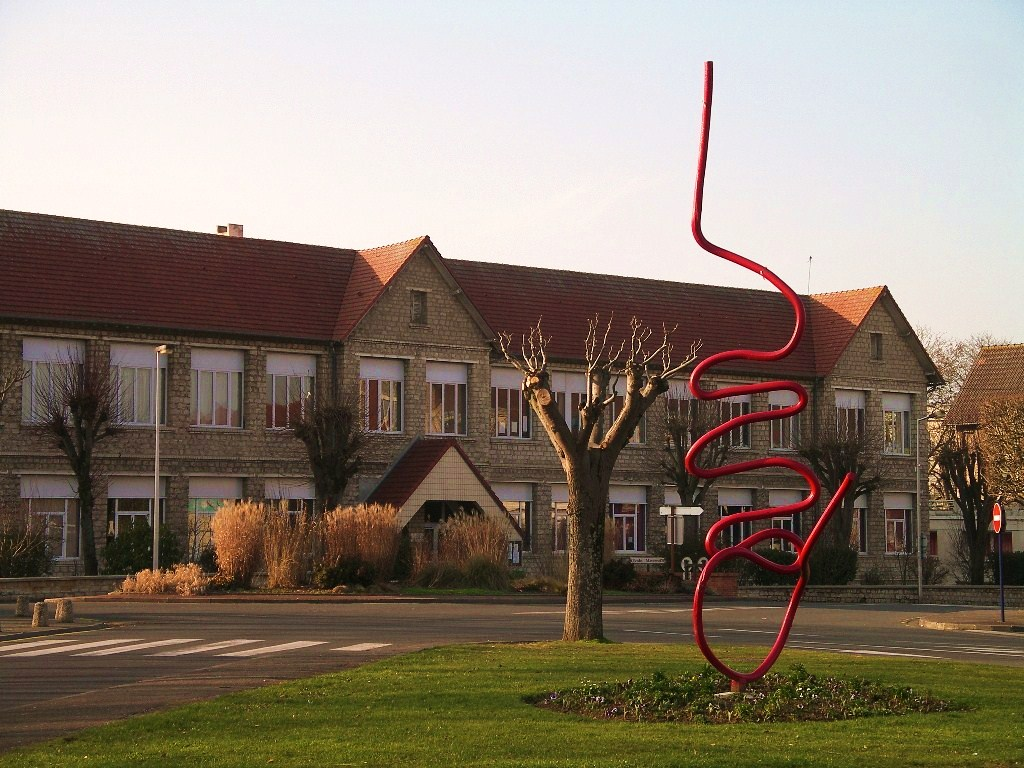
Monument de la dernière coulée provenant des laminoirs de la SMN devant l'école des Tilleuls

Le Plateau est un quartier à cheval sur trois communes (Colombelles, Giberville, Mondeville) de la banlieue est de Caen, en France. Cette ancienne cité ouvrière a été créée au début du XXe siècle par la Société métallurgique de Normandie (SMN) pour loger ses employés. L'ensemble fut doté également de différents équipements : une école primaire, deux centres de formation professionnelle, un stade, une église, un centre culturel, une coopérative, des bains-douches, un centre médical. Une autre cité ouvrière plus petite a également été construite vers 1920 de l'autre côté de l'usine près du bourg de Colombelles ; c'est la Cité du Calvaire à proximité de laquelle se trouve l'église orthodoxe Saint-Serge édifiée en 1926 par les employés de l'usine avec l'aide financière de la SMN.
Le secteur fut sévèrement touché par les bombardements de 1944 et reconstruit à l'identique.
L'usine a fermé et le quartier est devenu résidentiel.

## Histoire

### Contexte
En 1917, lorsqu'elle allume son premier haut-fourneau sur le site industriel, l'usine est isolée sur le plateau qui constitue la partie haute de Colombelles et se trouve couverte de bois. Les communes avoisinantes ne peuvent offrir à la SMN une main d'œuvre suffisante tant en nombre qu'en qualité professionnelle pour produire de l'acier en grande quantité. Dès lors, elle fait appel dans un premier temps à des ouvriers d'autres pays qu'elle tente de fixer sur place en construisant une cité-jardin à proximité immédiate de l'usine. 

### Genèse du projet (1912-1920)

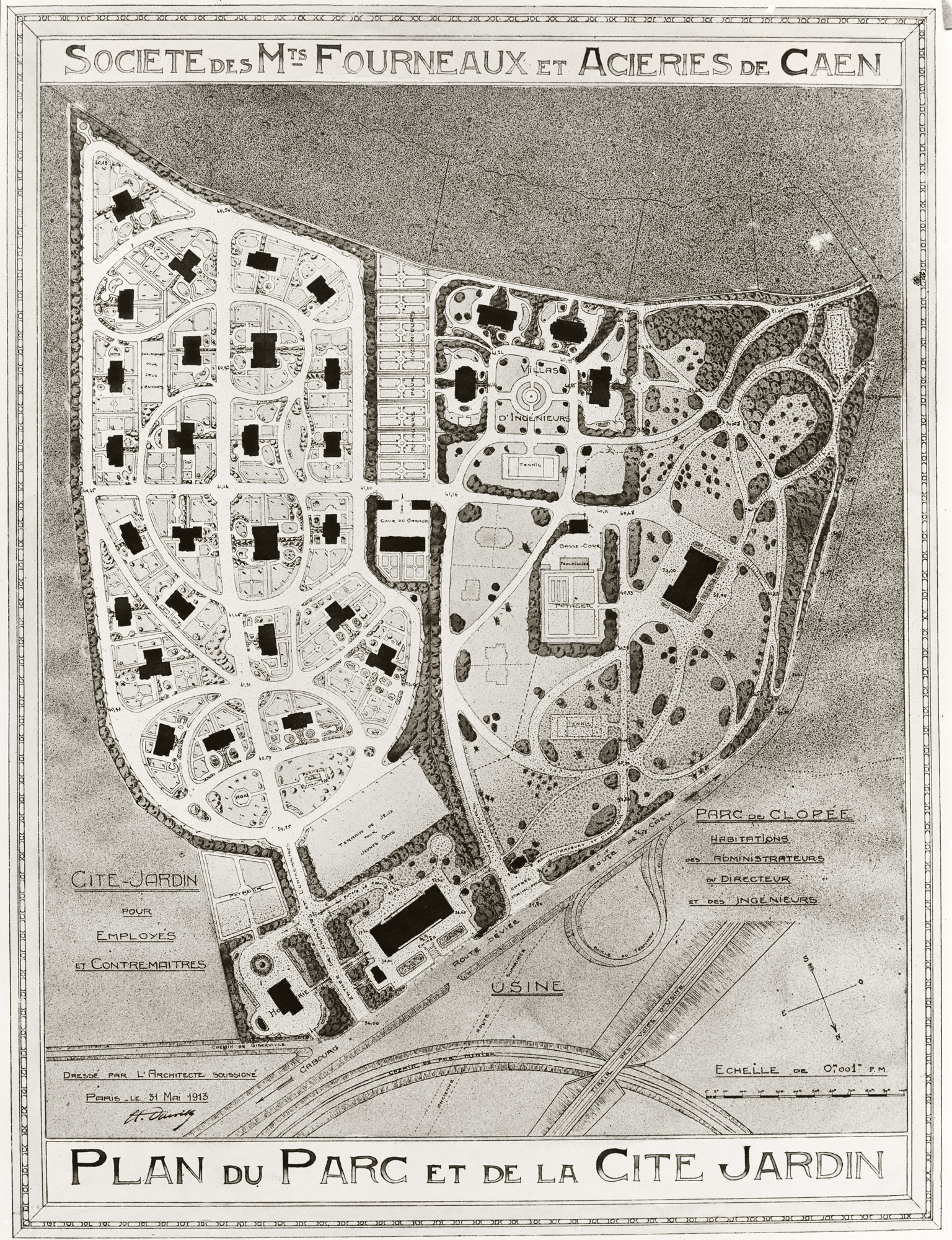
Plan du Parc de Clopée et de la Cité-jardin d'Alexandre Durville, architecte (mai 1913).

Pour mettre en œuvre ce projet mûri de longue date, la Société a fait appel dès 1912 à Georges Hottenger, un théoricien du paternalisme social. Il conseille à la direction de veiller à doter le quartier d'équipements culturels et de loisirs « pour faire oublier les rigueurs et les risques du métier, les contraintes de la cité paternaliste ».
Le 17 avril 1913, afin de mener à bien son projet immobilier, l'entreprise constitue une société anonyme : « Habitations économiques de Basse-Normandie » (HEBN), qu'elle contrôle à 99 %. Elle envisage alors de construire de 1 500 à 2 000 maisons pour les ouvriers de l'usine. 
En mai 1913, l'architecte de la société, Alexandre Durville,  établit deux plans : celui du « Parc de Clopée » destiné à accueillir les villas des ingénieurs et celui de la « Cité Jardin » dévolue aux contremaitres et ouvriers. De cette proposition initiale sera retenue l'idée d'un « zonage ségrégatif » qui sera beaucoup plus marqué dans le projet redéfini en décembre 1913, où les deux cités apparaissent bien séparées.
En 1918, la première partie du programme est presque entièrement réalisée mais la seconde partie concernant les ouvriers n'est que très partiellement engagée avec la réalisation d'une première cité d'une vingtaine de maisons à Colombelles, la « Cité du Calvaire », puis la construction, à titre d'essai, de quelques maisons ouvrières sur l'emplacement de l'actuel quartier Charlotte Corday à Mondeville. Y est expérimenté « un procédé nouveau et rapide basé sur le béton moulé ». 

Jusqu'en 1920, les ouvriers français sont logés dans Caen ou Mondeville s'ils sont mariés, dans des baraquements sur le site de l'usine s'ils sont célibataires, et les ouvriers étrangers le sont dans des campements. Quatre de ces cantonnements sont situés du côté de la route de Cabourg : l'ancien camp des prisonniers de guerre allemands ainsi réaffecté, deux « camps chinois » dont l'un est en fait occupé par des Russes et un camp kabyle, appelé aussi « camp des Algériens ». Un cinquième camp est dévolu aux Russes dans le bas de Colombelles, là où sera édifiée en 1926 l'église orthodoxe Saint-Serge.

### La cité ouvrière (1921-1939)
Mise en œuvre à partir de 1921 avec l'édification d'une école d'apprentissage dès 1923, la construction de la cité réussit après guerre à attirer une main-d'œuvre locale qui s'était montrée au tout début réfractaire au travail en usine. Rapidement se constitue un quartier où se concentrent les ouvriers et leur famille dans un espace géographiquement coupé des trois communes de Colombelles, Giberville et Mondeville « dont il occupe l'intersection », un quartier fermé : le Plateau.
Sont successivement construites la « Cité centrale » (1921), la « Cité des Roches » (1925),  la « Cité Grande Rue » et la « Cité du Bois » (1926). Le camp chinois puis russe laisse la place à la « Cité des Pavillons » dès 1921. Le camp kabyle est transformé en cantonnement pour les ouvriers célibataires. 
Construits pratiquement dès l'origine, les équipements culturels et de loisirs sont gérés à partir de 1945 par le comité d'entreprise de l'usine et ne trouvent leur indépendance qu'après 1967-68. Ils accueillent les fêtes collectives : banquets, cérémonies de remise des médailles du travail, arbres de Noël mais aussi fête du 14 Juillet, fêtes religieuses et fêtes sportives. Des lieux de promenade sont aménagés le long de l'Orne au parc Legonidec et dans le grand bois des sapins du site. Des équipements sportifs sont construits à partir de 1933, année de création de l'Union sportive normande : cinq terrains de foot dont un pour les rencontres et quatre pour l'entrainement ; deux terrains de basket ; un court de tennis ; un gymnase et une tribune.
Dès les années 1920, la cité est dotée d'équipements commerciaux permettant d'assurer son autonomie : la coopérative y joue un rôle éminent. En complément, des commerçants ambulants y assurent des tournées régulières. L'eau et l'électricité sont fournies par la Société qui a construit par ailleurs des bains-douches permettant une toilette hebdomadaire. Jusqu'en 1967, l'école jusqu'au certificat d'études, l'école d'apprentissage pour les garçons et l'école ménagère pour les filles sont « dans le giron de la SMN ».
Le quartier est hiérarchisé, « transposition » de la hiérarchie de travail de l'usine. En surplomb et face à l'usine, les Grands Bureaux, achevés en 1913, « font office de municipalité ». 

### Pendant l'occupation allemande (1940-1944)
La Basse-Normandie est occupée par les Allemands dès juin 1940. Le Plateau et son usine constituent un enjeu pour l'envahisseur qui va les occuper pendant quatre années. Les locaux de l'école sont réquisitionnés et les élèves sont scolarisés en alternance à mi-temps, matin et après-midi. L'école ferme en février 1944 lorsque les Allemands organisent leur défense derrière le préau. En juin 1944, les cheminées de l'usine, qui servaient d'observatoire à l'occupant deviennent des points de repère pour les bombardiers de la Royal Air Force. Pendant les bombardements alliés, les soldats qui desservent les canons se réfugient avec les habitants dans les tranchées creusées sur le site, dans les caves des maisons et lors des plus fortes alertes, dans les abris des Roches. Un mois après le Débarquement, la cité est évacuée. Le retour sur le Plateau s'amorce le 20 juillet. La cité est détruite à 80 %. Le bilan dressé à cette date fait état de 5 000 tonnes de bombes et de 25 000 obus. Le Plateau pleure 86 victimes : civils tués sous les bombardements ou résistants fusillés ou morts au combat pour libérer Caen. Une stèle leur rendant hommage est inaugurée le 2 juillet 1950 sur la place de l'église.

### Reconstruction (1944-1956)
Après les nécessaires opérations de déminage du site, le Plateau est reconstruit à l'identique et reste donc pavillonnaire. Il retrouve sa physionomie en 1952. Sa forme urbaine, de plan orthogonal, n'est pas remise en cause et le tracé des rues n'est pas sensiblement modifié. Sur les 1 067 logements que compte la cité, 364 sont entièrement reconstruits.
Fin 1945, le Plateau accueille 655 familles dont les logements, redevenus habitables, sont ravitaillés en eau par un château d'eau installé provisoirement sur les toits des Grands Bureaux.
Le Plateau est doté en 1946 d'un édifice de culte catholique : la chapelle Notre-Dame-des-Travailleurs. Edifié à l'intersection des trois communes mais sur le territoire de Mondeville, le bâtiment est entièrement construit par les ouvriers catholiques du Plateau sur un terrain mis à disposition par l'usine et avec des matériaux qu'elle a fournis gracieusement.
L'effort de reconstruction se poursuit avec 1 067 logements de disponibles en mai 1952. 
En 1956, avec 1 470 logements, la reconstruction est pratiquement achevée (à 94%).

### Des années 1960 à la fermeture de l'usine en 1993
Après la Reconstruction, le Plateau ne connaît pas de nouvelles constructions. Pour faire face à l'accroissement des demandes de logement lors des embellies économiques de 1962 puis de 1974, la direction de l'usine choisit de co-financer des lotissements à proximité immédiate, tels le Foyer normand à Colombelles ou la Société des HLM. Elle encourage par ailleurs et depuis 1955 l'accession des ouvriers à la propriété avec des prêts spécifiques. 
En 1972, la SMN transfère tout son patrimoine immobilier à la société HEBN, à charge pour elle de le moderniser. Le plan de modernisation défini en 1974 prévoit notamment la transformation de l'arrière cuisine en salle de bains, avec douche et toilettes. 

## Les différentes formes d'habitat
Le quartier est composé de trois grands secteurs. Selon leur rang dans la hiérarchie sociale, les employés recevaient une maison en conséquence.
Le quartier des villas se situe le long du coteau boisé à proximité de la route de Cabourg. Ce sont des demeures de style néo-normand, entourées par de grands jardins et qui bénéficient d'une belle vue sur la campagne environnant Caen. On peut inclure dans ce type d'habitat la maison du directeur, vaste demeure de 213 m², comportant 11 pièces, entourée d'un parc arboré de 3ha ; en 1988, elle a été transformée en maison de retraite, la Feuilleraie, aujourd'hui fermée. Proches des Grands Bureaux et donc du pouvoir, s'élèvent d'abord les villas des ingénieurs divisionnaires, ordonnées autour d'un square, puis les chalets des autres ingénieurs, avec une surface habitable de 118 m² et comprenant sept pièces, dont une salle de bain et un salon. 
Les maisons des contremaitres se trouvent autour de la rue Centrale et de la Grande rue. Elles se présentent comme des séries de maisons jumelées par deux et entourées de petits jardins. Certaines étaient également dotées de balcons : elles étaient composées de quatre logements, deux en bas et deux à l’étage avec balcon. (par exemple : rue des balcons). Ces maisons sont construites en pierre de Caen. Les contremaitres disposaient de 60 m² et de quatre pièces. Ces maisons « faisaient écran avec les alignements géométriques de maisons ouvrières ». 
L'habitat ouvrier à proprement parler se situe vers la rue du Bois ou dans la Cité des Roches. Il s'agit de séries de maisons accolées les unes aux autres, en barres sur le territoire de Mondeville, avec un jardin sur le devant sur le territoire de Colombelles. Ces maisons sont beaucoup plus petites : selon la taille de la famille, elles vont de 35 m² (trois pièces) à 51 m² (quatre pièces). 

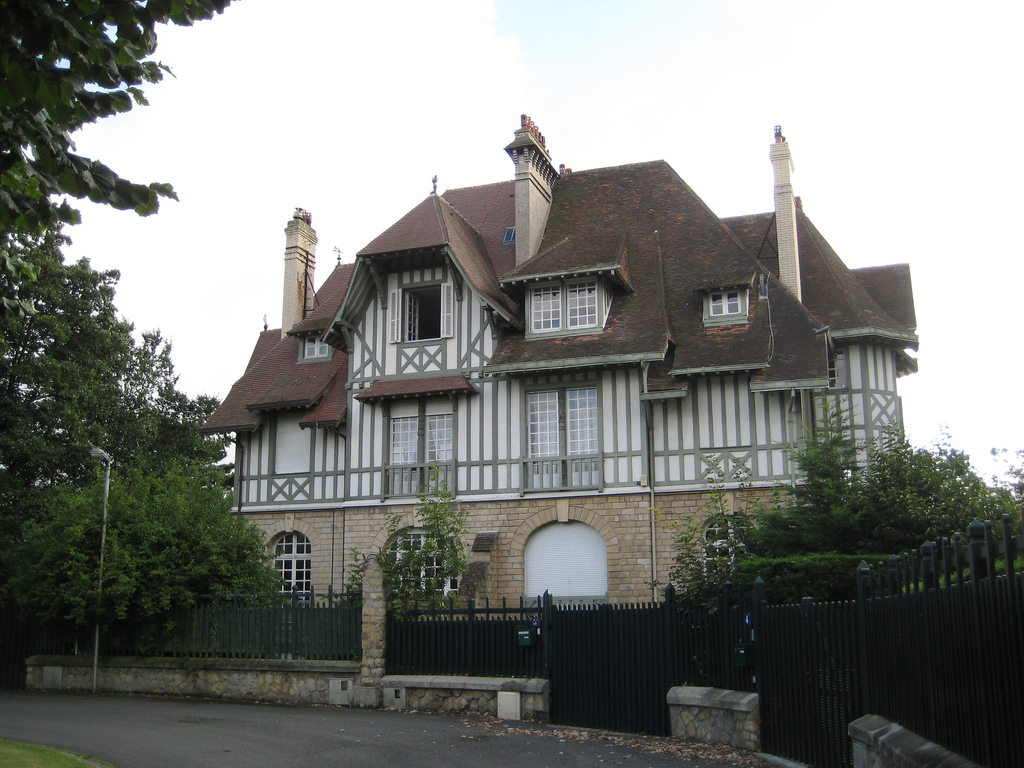
Villa destinée aux ingénieurs
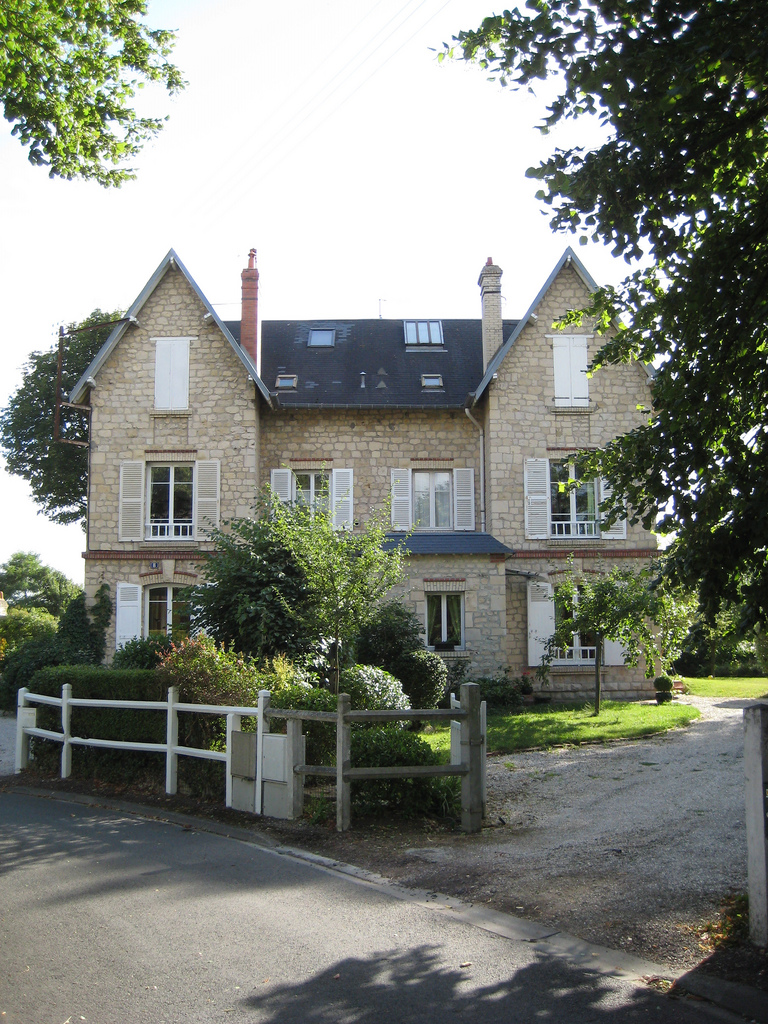
Chalet dans la cité-jardin initialement prévue
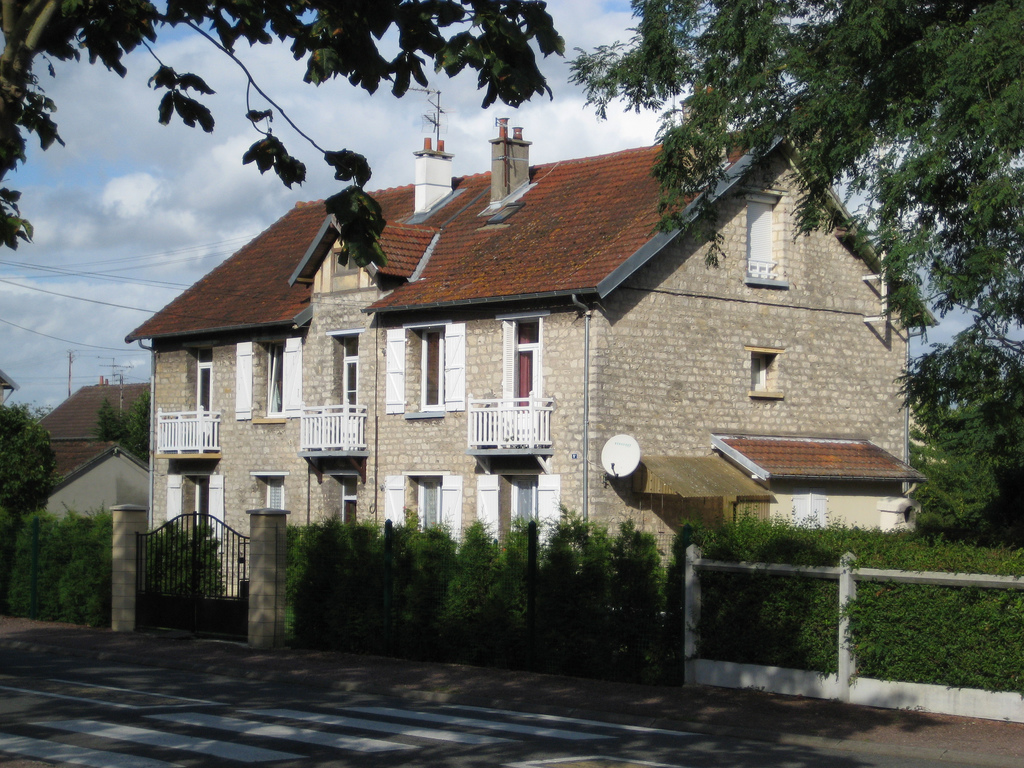
Maison de contremaitre (avenue de la Falaise)

## Les équipements
La plupart des équipements se concentrent dans le secteur de la place des Tilleuls à proximité de la route de Cabourg.
La Renaissance, ancien cinéma-théâtre. Détruite pendant la bataille de Normandie, elle rouvrit en 1949. Depuis 2005, c'est une salle de spectacle de 430 places consacrée à la musique, au théâtre et à la danse. L’Orchestre régional de Normandie en est le partenaire artistique privilégié.
L'Hôtellerie.  Construite en 1913 pour contenir un restaurant et des chambres pour célibataire. Ce bâtiment de style néo-normand accueille actuellement l'Orchestre Régional de Normandie.
La bibliothèque. Ouverte en 1952 sous le nom de Bibliothèque de l'Amicale du Personnel, elle déménagea en mars 1961 dans ses locaux actuels, auparavant annexe de l'Hôtellerie. En 1969, elle devint la Bibliothèque du Comité d'Entreprise de la SMN. En 1988, la SMN décida de se séparer de plusieurs équipements du Plateau ; la bibliothèque fut alors reprise en coopération avec la mairie de Mondeville en 1988. L'usine ayant fermé, la municipalité gère désormais seule cet équipement culturel.
L'école. Groupe scolaire construit en 1929.
L'ancienne école ménagère. Construit en 1929, ce bâtiment a été transformé en restaurant scolaire par la ville de Mondeville en 1996-1997.
L'ancienne école d'apprentissage.
Le Stade. Il est inauguré le 12 novembre 1933 pour servir à l'US Normande. En 2002, il prit le nom de Stade Michel Hidalgo, en hommage à l'ancien joueur du club.
L'église Notre-Dame-des-Travailleurs.
Il existait trois coopératives. La coopérative principale se trouvait à Clopée (ancien château de Clopée). Ce bâtiment a été détruit en 2009. La coopérative avait des annexes à Colombelles (Cité du Calvaire) et sur le Plateau (Grande rue — actuellement bar et local commercial — et avenue du Point du Jour). On trouvait également des bains-douches. Ce bâtiment a été reconverti en logement.
À l'entrée du quartier, sur la route de Cabourg, on peut voir également les Grands Bureaux. Cet édifice a été construit en 1913 pour regrouper les services nécessaires au fonctionnement de la SMN. Après la fermeture de l'usine, le bâtiment a été reconverti en logements en 1999.

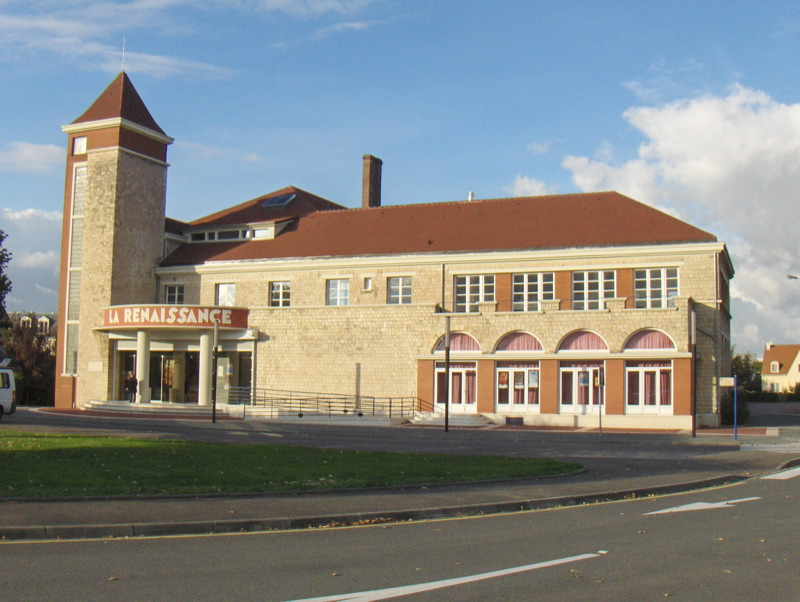
La Renaissance.
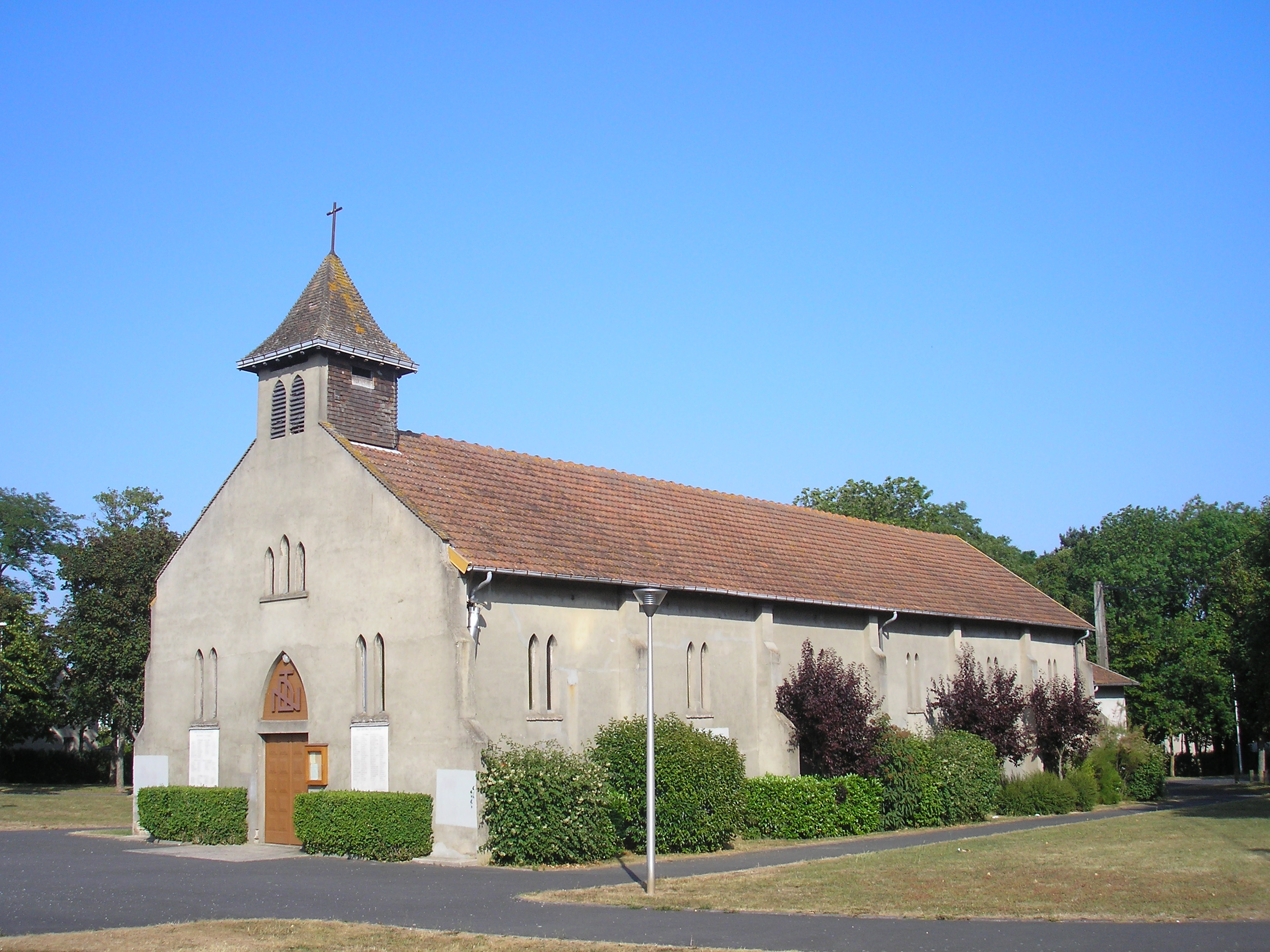
L'église Notre-Dame-des-Travailleurs.
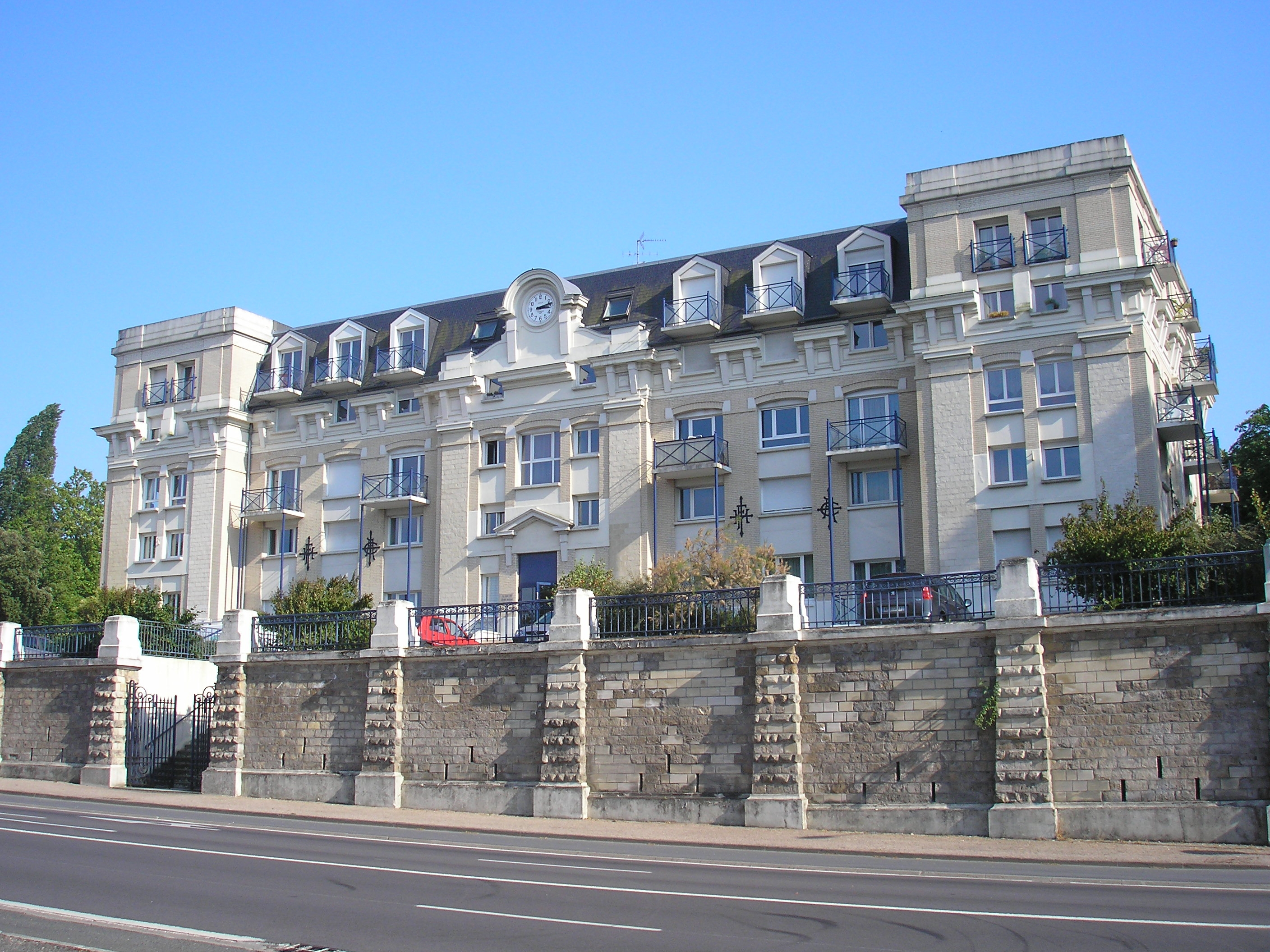
Les Grands Bureaux.

## Les rues
Les noms des rues peuvent être classés en trois grandes familles :
- référence à des équipements
  - rue de la Conciergerie
  - rue et avenue des Écoles
  - rue de la Renaissance (le théâtre)
  - rue de la Coopérative
  - rue du Stade et par extension rue des Sports
  - avenue des Deux Églises
  - rue Notre Dame des Travailleurs
  - rue du Garage
- référence au dispositif urbain (description de l'axe ou du lieu)
  - rue Centrale
  - Grande Rue
  - rue Traversière
  - avenue et venelle du Rond-Point
  - avenue du Point du Jour (à l'est)
  - rue du Bois
  - avenue de la Falaise
  - rue des Belles Vues
  - rue des Balcons
  - rue des Champs
  - rue des Villas
  - rue des Taillis
  - rue des Buissons
  - Cité des Roches
  - place des Tilleuls
  - avenue des Érables
  - rue du Delta
- référence à la botanique
  - allée du Romarin
  - allée du Basilic
  - allée des Clématites
  - allée des Capucines
  - allée des Chèvrefeuilles
  - allée des Glycines
  - rue des Marguerites

## Le Plateau, un exemple du paternalisme social
Dès la construction de l'usine, August Thyssen et son associé français, Louis Le Chatelier, font appel à un sociologue pour arrêter les principes d'organisation de la cité ouvrière. Ils sollicitent Georges Hottenger alors qu'il vient de publier en janvier 1912 et avec le soutien de la Société industrielle de l'Est, une monographie sur le pays de Briey, pays rural qui se prolétarise brutalement avec l'arrivée de l'industrie en Lorraine. Dans cet ouvrage qui fait d'emblée sa notoriété, Hottenger estime que le « choc des cultures » peut être dépassé par une « urbanisation maîtrisée », c'est-à-dire par « la construction de véritables cités, et non de cités dortoirs comme il en existe autour des enceintes des maîtres de forges ».
La commande faite au sociologue relève d'une stratégie paternaliste : la cité devra permettre de « créer une communauté de travailleurs stable, homogène et fidèle » dans un espace refermé, le plus imperméable possible aux influences extérieures, c'est-à-dire pour le patronat de l'époque, les « tentations socialistes » mais au contraire propice au développement des « valeurs culturelles de cette classe dominante ». Pour le sociologue, il s'agit donc de faire des propositions permettant de « concilier les impératifs économiques et le progrès social, la pression prolétarienne et le respect des hiérarchies établies ». Pour atteindre cet objectif, Hottenger préconise que la cité favorise « la propreté de la personne et du foyer, la prévoyance, les distractions saines, un patronage éducateur ». Quatre règles d'or sont édictées à l'architecte : « la planification fonctionnelle de l'espace, la rigueur géométrique, le désentassement et la salubrité » qui se traduisent respectivement par l'étroite proximité de la cité avec l'usine dans un cadre naturel l'isolant des communes avoisinantes ; un plan orthogonal de l'habitat avec une hiérarchisation des quartiers ; une architecture pavillonnaire avec des logements proportionnels à la taille de la famille en ce qui concerne les contremaîtres et les ouvriers ; un habitat clair, avec un point d'eau dans la cuisine, l'éclairage électrique et les égouts. 

## Personnalités liées
Annie Girardot a habité avec sa mère et son frère dans le bas de la rue du Stade à partir de 1943. Après les bombardements du 6 juin 1944, qu'ils subissent dans leur cave, ils se réfugient comme beaucoup d'habitants du Plateau dans les grottes de la rue des Roches où la future actrice cohabite alors, sans faire sa connaissance, avec Michel Hidalgo, un peu plus jeune qu'elle et dont la famille habitait aussi le Plateau, rue des Marguerites.